# Ландскнехти
Ландскнехти су били најамничка пешадија у Немачкој од 15. до 17. века.

## Историја
Назив се први пут помиње за најамнике прикупљене из Немачке, Швајцарске и Аустрије после битке код Гингата 1479. за борбу против сталежа Низоземске.
Захваљујући настојању немачког цара Максимилијана I, ландскнехти постају убрзо специфична најамничка пешадија Немачке. Немачки Рајхстаг у Вормсу (Worms) 1495. одобрава цару да врбује најамнике - ландскнехте на читавој територији царства.
Ландскнехти почињу да нестају распадом Рајха на посебне државице и прелазом на ватрено оружје.